# مدار ۳۸ درجه شمالی
مدار ۳۸ درجه شمالی، دایره‌ای از عرض جغرافیایی است که در ۳۸ درجهٔ شمالی خط استوا  قرار دارد.

## گذر از مناطق
از نصف‌النهار مبدأ شروع می‌شود و به سمت مشرق ۳۸ درجه شمالی از موارد زیر گذر می‌کند:
| مختصات‌ها                                             | کشور، قلمرو یا دریا | توضیحات |
| ---------------------------------------------------- | ------------------- | --- |
| ۳۸°۰′ شمالی ۰°۰′ شرقی / ۳۸٫۰۰۰°شمالی ۰٫۰۰۰°شرقی      | مدیترانه            | گذرکردن از شمال جزیرهٔ Marettimo, ایتالیا (at ۳۷°۵۹′۴۳″ شمالی ۱۲°۱′۴۷″ شرقی / ۳۷٫۹۹۵۲۸°شمالی ۱۲٫۰۲۹۷۲°شرقی)                                                                                                 |
| ۳۸°۰′ شمالی ۱۲°۱۹′ شرقی / ۳۸٫۰۰۰°شمالی ۱۲٫۳۱۷°شرقی   | ایتالیا             | جزیرهٔ Levanzo و سیسیل |
| ۳۸°۰′ شمالی ۱۵°۲۵′ شرقی / ۳۸٫۰۰۰°شمالی ۱۵٫۴۱۷°شرقی   | مدیترانه            | تنگه مسینا |
| ۳۸°۰′ شمالی ۱۵°۳۸′ شرقی / ۳۸٫۰۰۰°شمالی ۱۵٫۶۳۳°شرقی   | ایتالیا             | |
| ۳۸°۰′ شمالی ۱۶°۸′ شرقی / ۳۸٫۰۰۰°شمالی ۱۶٫۱۳۳°شرقی    | مدیترانه            | دریای ایونی - passing between the جزیرهٔ سفالونیا (at ۳۸°۴′ شمالی ۲۰°۴۳′ شرقی / ۳۸٫۰۶۷°شمالی ۲۰٫۷۱۷°شرقی) and زاکینتوس (at ۳۷°۵۶′ شمالی ۲۰°۴۲′ شرقی / ۳۷٫۹۳۳°شمالی ۲۰٫۷۰۰°شرقی), یونان                      |
| ۳۸°۰′ شمالی ۲۱°۱۶′ شرقی / ۳۸٫۰۰۰°شمالی ۲۱٫۲۶۷°شرقی   | یونان               | Passing through آتن (northern suburbs) |
| ۳۸°۰′ شمالی ۲۴°۲′ شرقی / ۳۸٫۰۰۰°شمالی ۲۴٫۰۳۳°شرقی    | دریای اژه           | |
| ۳۸°۰′ شمالی ۲۴°۱۴′ شرقی / ۳۸٫۰۰۰°شمالی ۲۴٫۲۳۳°شرقی   | یونان               | جزیرهٔ Petalioi و وابیه |
| ۳۸°۰′ شمالی ۲۴°۳۴′ شرقی / ۳۸٫۰۰۰°شمالی ۲۴٫۵۶۷°شرقی   | دریای اژه           | گذرکردن از شمال جزیرهٔ آندروس (at ۳۷°۵۹′۵۷″ شمالی ۲۴°۴۷′۲۳″ شرقی / ۳۷٫۹۹۹۱۷°شمالی ۲۴٫۷۸۹۷۲°شرقی), یونان |
| ۳۸°۰′ شمالی ۲۷°۷′ شرقی / ۳۸٫۰۰۰°شمالی ۲۷٫۱۱۷°شرقی    | ترکیه               | |
| ۳۸°۰′ شمالی ۴۴°۱۷′ شرقی / ۳۸٫۰۰۰°شمالی ۴۴٫۲۸۳°شرقی   | ایران               | |
| ۳۸°۰′ شمالی ۴۸°۵۵′ شرقی / ۳۸٫۰۰۰°شمالی ۴۸٫۹۱۷°شرقی   | دریای خزر           | |
| ۳۸°۰′ شمالی ۵۳°۴۹′ شرقی / ۳۸٫۰۰۰°شمالی ۵۳٫۸۱۷°شرقی   | ترکمنستان           | |
| ۳۸°۰′ شمالی ۵۵°۱۷′ شرقی / ۳۸٫۰۰۰°شمالی ۵۵٫۲۸۳°شرقی   | ایران               | |
| ۳۸°۰′ شمالی ۵۷°۲۲′ شرقی / ۳۸٫۰۰۰°شمالی ۵۷٫۳۶۷°شرقی   | ترکمنستان           | گذرکردن از شمال عشق‌آباد |
| ۳۸°۰′ شمالی ۶۶°۳۸′ شرقی / ۳۸٫۰۰۰°شمالی ۶۶٫۶۳۳°شرقی   | ازبکستان            | |
| ۳۸°۰′ شمالی ۶۸°۱۷′ شرقی / ۳۸٫۰۰۰°شمالی ۶۸٫۲۸۳°شرقی   | تاجیکستان           | |
| ۳۸°۰′ شمالی ۷۰°۱۹′ شرقی / ۳۸٫۰۰۰°شمالی ۷۰٫۳۱۷°شرقی   | افغانستان           | |
| ۳۸°۰′ شمالی ۷۱°۱۶′ شرقی / ۳۸٫۰۰۰°شمالی ۷۱٫۲۶۷°شرقی   | تاجیکستان           | |
| ۳۸°۰′ شمالی ۷۴°۵۴′ شرقی / ۳۸٫۰۰۰°شمالی ۷۴٫۹۰۰°شرقی   | چین                 | سین‌کیانگ چینگهای گانسو مغولستان داخلی نینگ‌شیا Inner Mongolia شاآنشی − for around 5 km Inner Mongolia − for around 14 km Shaanxi شانشی — گذرکردن از شمال تائی‌یوان هبئی — گذرکردن از جنوب شیجیاژوانگ شاندونگ |
| ۳۸°۰′ شمالی ۱۱۸°۵۸′ شرقی / ۳۸٫۰۰۰°شمالی ۱۱۸٫۹۶۷°شرقی | دریای زرد           | گذرکردن از شمال Baengnyeong Island (at ۳۷°۵۹′ شمالی ۱۲۴°۴۱′ شرقی / ۳۷٫۹۸۳°شمالی ۱۲۴٫۶۸۳°شرقی), کره جنوبی                                                                                                   |
| ۳۸°۰′ شمالی ۱۲۵°۷′ شرقی / ۳۸٫۰۰۰°شمالی ۱۲۵٫۱۱۷°شرقی  | کره شمالی           | Ongjin Peninsula — Hwanghaenam-do |
| ۳۸°۰′ شمالی ۱۲۵°۳۵′ شرقی / ۳۸٫۰۰۰°شمالی ۱۲۵٫۵۸۳°شرقی | دریای زرد           | Ongjin Bay |
| ۳۸°۰′ شمالی ۱۲۵°۴۶′ شرقی / ۳۸٫۰۰۰°شمالی ۱۲۵٫۷۶۷°شرقی | کره شمالی           | Hwanghaenam-do Hwanghaebuk-do |
| ۳۸°۰′ شمالی ۱۲۶°۴۹′ شرقی / ۳۸٫۰۰۰°شمالی ۱۲۶٫۸۱۷°شرقی | کره جنوبی           | گیونگی-دو گانکون-دو (کره جنوبی) |
| ۳۸°۰′ شمالی ۱۲۸°۴۴′ شرقی / ۳۸٫۰۰۰°شمالی ۱۲۸٫۷۳۳°شرقی | دریای ژاپن          | |
| ۳۸°۰′ شمالی ۱۳۸°۱۴′ شرقی / ۳۸٫۰۰۰°شمالی ۱۳۸٫۲۳۳°شرقی | ژاپن                | جزیرهٔ سادو، نیگاتا: — استان نیگاتا |
| ۳۸°۰′ شمالی ۱۳۸°۳۳′ شرقی / ۳۸٫۰۰۰°شمالی ۱۳۸٫۵۵۰°شرقی | دریای ژاپن          | |
| ۳۸°۰′ شمالی ۱۳۹°۱۴′ شرقی / ۳۸٫۰۰۰°شمالی ۱۳۹٫۲۳۳°شرقی | ژاپن                | جزیرهٔ هونشو: — Niigata Prefecture — استان یاماگاتا — استان میاگی |
| ۳۸°۰′ شمالی ۱۴۰°۵۵′ شرقی / ۳۸٫۰۰۰°شمالی ۱۴۰٫۹۱۷°شرقی | اقیانوس آرام        | |
| ۳۸°۰′ شمالی ۱۲۳°۱′ غربی / ۳۸٫۰۰۰°شمالی ۱۲۳٫۰۱۷°غربی  | ایالات متحده آمریکا | کالیفرنیا نوادا یوتا کلرادو کانزاس میزوری ایلی‌نوی ایندیانا کنتاکی ویرجینیای غربی ویرجینیا |
| ۳۸°۰′ شمالی ۷۶°۲۸′ غربی / ۳۸٫۰۰۰°شمالی ۷۶٫۴۶۷°غربی   | خلیج چساپیک         | |
| ۳۸°۰′ شمالی ۷۵°۵۳′ غربی / ۳۸٫۰۰۰°شمالی ۷۵٫۸۸۳°غربی   | ایالات متحده آمریکا | مریلند ویرجینیا |
| ۳۸°۰′ شمالی ۷۵°۱۶′ غربی / ۳۸٫۰۰۰°شمالی ۷۵٫۲۶۷°غربی   | اقیانوس اطلس        | Passing between Pico (at ۳۸°۲۳′ شمالی ۲۸°۱۴′ غربی / ۳۸٫۳۸۳°شمالی ۲۸٫۲۳۳°غربی) and São Miguel (at ۳۷°۵۵′ شمالی ۲۵°۴۷′ غربی / ۳۷٫۹۱۷°شمالی ۲۵٫۷۸۳°غربی) islands, آزور, پرتغال                                |
| ۳۸°۰′ شمالی ۸°۵۱′ غربی / ۳۸٫۰۰۰°شمالی ۸٫۸۵۰°غربی     | پرتغال              | Setúbal District Beja District - گذرکردن از جنوب بژا (پرتغال) |
| ۳۸°۰′ شمالی ۷°۱۲′ غربی / ۳۸٫۰۰۰°شمالی ۷٫۲۰۰°غربی     | اسپانیا             | اندلس اکسترمادورا اندلس مورسیا - گذرکردن از شمال مورسیا بخش خودمختار والنسیا |
| ۳۸°۰′ شمالی ۰°۳۹′ غربی / ۳۸٫۰۰۰°شمالی ۰٫۶۵۰°غربی     | مدیترانه            | |